# Apenes portoricensis
Apenes portoricensis är en skalbaggsart som beskrevs av Darlington. Apenes portoricensis ingår i släktet Apenes och familjen jordlöpare. Inga underarter finns listade i Catalogue of Life.